# Bleistraße 2 (Stralsund)

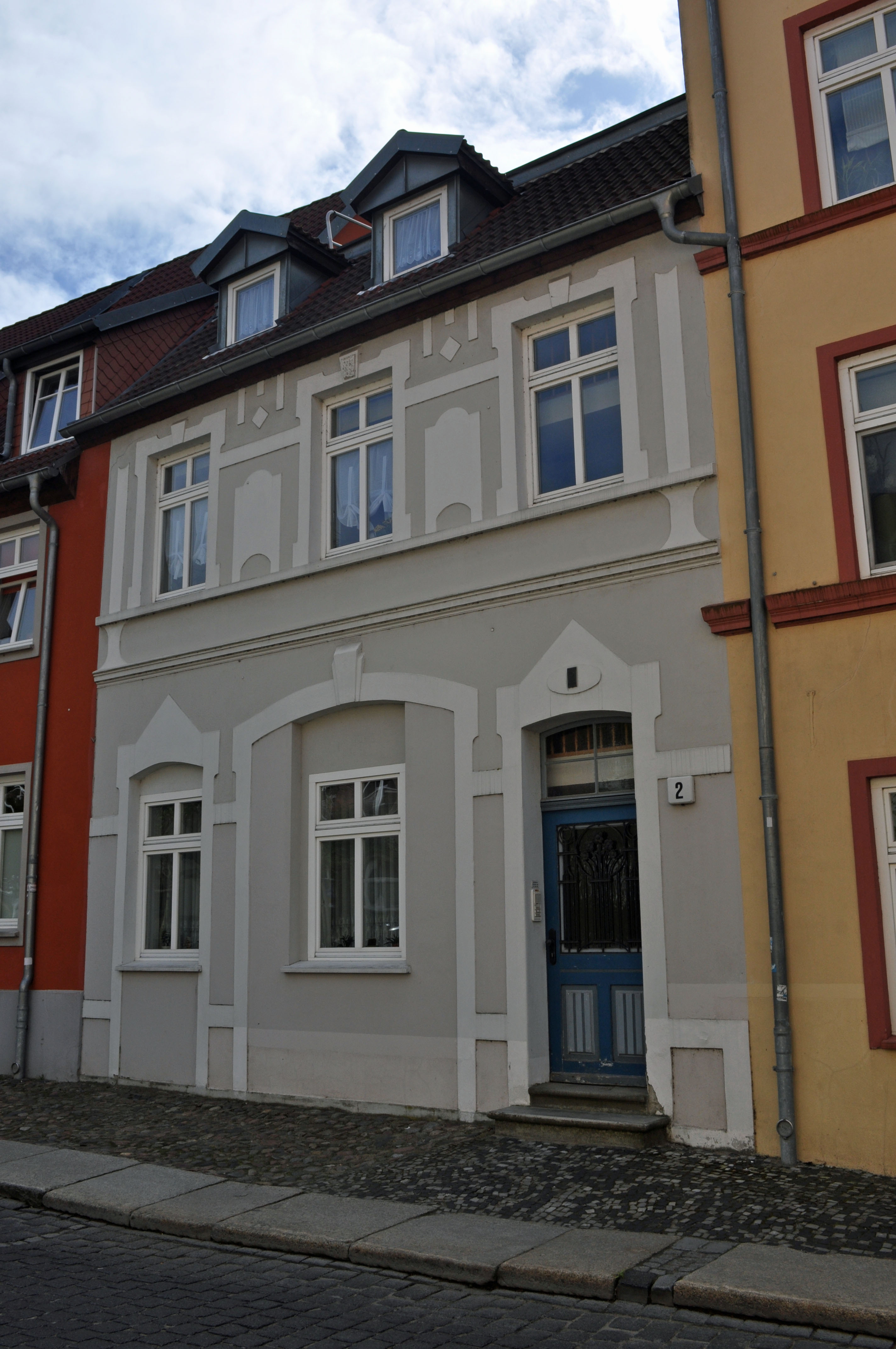
Das Haus Bleistraße 2 in Stralsund (2012)

Das Haus mit der postalischen Adresse Bleistraße 2 ist ein denkmalgeschütztes Gebäude in der Hansestadt Stralsund in der Bleistraße.
Im Jahr 1896 als eingeschossiges Haus errichtet, wurde das dreiachsige Haus zu Anfang des 20. Jahrhunderts um ein Geschosse erhöht. Der traufständige Putzbau mit seinem Mansarddach erhielt seine heutige Fassade im Jugendstil im Jahr 1912. Die Haustür befindet sich in der rechten Achse.
Das Gebäude wird als Wohnhaus genutzt.
Das Haus liegt im Kerngebiet des von der UNESCO als Weltkulturerbe anerkannten Stadtgebietes des Kulturgutes „Historische Altstädte Stralsund und Wismar“. In die Liste der Baudenkmale in Stralsund ist es mit der Nummer 104 eingetragen.